# Юганов, Евгений Васильевич
Евгений Васильевич Юганов — советский хозяйственный, государственный и политический деятель.

## Биография
Родился 7 октября 1936 года в Псковской области. Член КПСС.
Окончил Ленинградский сельскохозяйственный институт, кандидат экономических наук. С 1964 года — на хозяйственной, общественной и политической работе. В 1964—1993 гг. — на партийной и хозяйственной работе в сельском хозяйстве Псковской области, первый секретарь Бежаницкого райкома КПСС, на партийной работе в Псковской области, второй секретарь Псковского обкома КПСС, первый заместитель председателя Псковского областного Совета народных депутатов.
Избирался депутатом Верховного Совета РСФСР 11-го созыва, народным депутатом России.